# Gaodu
Gaodu (kinesiska: 高都镇, 高都) är en köping i Kina. Den ligger i provinsen Shandong, i den östra delen av landet, omkring 120 kilometer sydost om provinshuvudstaden Jinan. Antalet invånare är 28412. Befolkningen består av 14 082 kvinnor och 14 330 män. Barn under 15 år utgör 17,0 %, vuxna 15-64 år 70 %, och äldre över 65 år 11,0 %.
Genomsnittlig årsnederbörd är 912 millimeter. Den regnigaste månaden är juli, med i genomsnitt 310 mm nederbörd, och den torraste är januari, med 4 mm nederbörd.